# Louis Sapinaud de la Verrie
Louis Sapinaud de la Verrie   (Saint-Hilaire-de-Mortagne, 6 de novembre de 1738 - Chantonnay, 25 de juliol de 1793) cavaller, senyor de la Verrie, conegut com Le chevalier de La Verrie, va ser un dels líders de la insurrecció reialista de la Revolta de La Vendée. Era el cosí de Charles Sapinaud de La Rairie.

## Biografia

### La seva família
Va néixer en una família noble, originària de la regió de Mauléon. Era fill de Charles-François Sapinaud, cavaller, senyor de Boishuguet i de Charlotte Imbert de La Choltière. Es va casar amb la 21 de novembre de 1775 a Thouarcé, Catherine du Verdier de La Sorinière, vídua de Charles Louët de Longchamps, filla de Claude du Verdier de La Sorinière.
La família de Catherine de La Sorinière va ser durament afectada per la revolució, perquè quatre membres van ser executats: Rosalie (la germana de Catherine), Marie de la Dive, es va casar amb la Sorinière (la cunyada de Catherine) així com amb Marie -Louise i Catherine (les seves nebodes, filles de Marie de La Dive). Van ser beatificats el 19 de febrer de 1984 pel papa Joan Pau II.

## La Revolució
Igual que altres líders de la insurrecció, el Chevalier de la Verrie fou un soldat professional retirat, va ser guardaespatlles durant 25 anys.
Els pagesos del bocage (terres amb molta arbreda) venen a buscar-lo el 12 de març de 1793 per portar-lo al cap. Reuneix les bandes del poble al Château de l'Oie, al nord de Chantonnay. Gràcies a les armes i municions agafades als blaus, aquest exèrcit del centre aconsegueix evitar que les columnes republicanes entrin al bocage des del sud. L'estreta vall del Lay serveix de frontera natural amb el bocage. Però l'acció defensiva de Sapinaud no es coordina amb la del gran exèrcit d'Anjou i del Haut-Poitou, que va descendir al sud el maig de 1793 sense fer una crida a l'exèrcit del centre. Sapinaud no va aconseguir prendre Luçon el 28 de juny (primera batalla de Luçon), alhora que l'exèrcit catòlic i reial fracassà davant de Nantes.
És Royrand i no Sapinaud qui rep el comandament de l'exèrcit del centre després de l'elecció de D'Elbée al capdavant de l'Exèrcit Reial i Catòlic. Aquest últim, però, admet el principi d'una baixada cap al sud, ja sigui per apoderar-se de Luçon, o bé per reprendre Fontenay. El 25 de juliol de 1793, els republicans reagrupats a Luçon llançaren un atac nocturn cap als laics, per tal d'apoderar-se de Saint-Philbert du Pont-Charron (o Saint-Philbert-du-Pont-Charrault), que obre la carretera cap a Chantonnay. El Chevalier de la Verrie resulta mort durant la lluita.
Després de la mort de Sapinaud, Lescure va arribar a la llera per reorganitzar la defensa dels laics. El 5 de setembre, els blaus són derrotats a Roches-Baritaud. Les restes de l'Exèrcit Central es van unir a l'Exèrcit Catòlic i Reial a les batalles de batalla de Tiffauges o Torfou i Cholet, després a l'expedició al nord del Loira (d'octubre a desembre de 1793).